# Thiết bị ngoại vi
Thiết bị ngoại vi là tên chung nói đến một số loại thiết bị bên ngoài thùng máy được gắn kết với máy tính với tính năng nhập xuất (IO) hoặc mở rộng khả năng lưu trữ (như một dạng bộ nhớ phụ).

Thiết bị ngoại vi của máy tính có thể là:
- Thiết bị cấu thành lên máy tính và không thể thiếu được ở một số loại máy tính.
- Thiết bị có mục đích mở rộng tính năng hoặc khả năng của máy tính.

## Các loại thiết bị ngoại vi
Có rất nhiều các thiết bị ngoại vi của máy tính, dưới đây liệt kê một số thiết bị ngoại vi thường gặp hoặc quan trọng cấu thành lên máy tính như sau:
- Màn hình
- Ổ đĩa mềm
- Ổ đĩa quang (CD, DVD)
- Ổ đĩa cứng
- USB, thẻ nhớ,...
- Bàn phím
- Chuột
- Loa, tai nghe
- Máy in
- Micro
- Webcam
- Modem các loại (quay số, ADSL...).